# Trofeu Andros

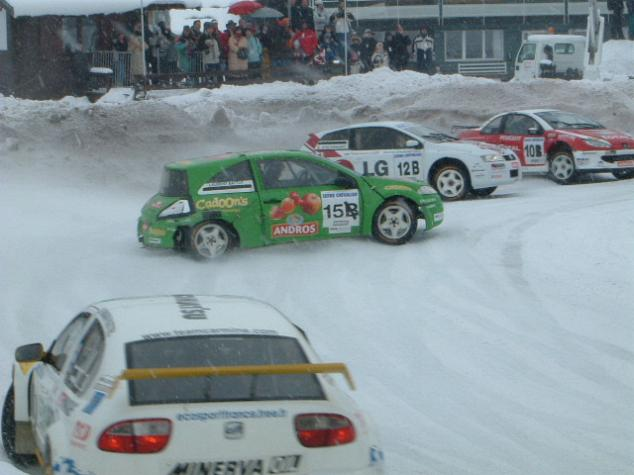
El Trofeu Andros de 2010 a Serre Chevalier

El Trofeu Andros (Trophée Andros) és el campionat Francès nacional de curses de gel de vehicles 100% elèctrics amb direcció i tracció a les 4.
La primera idea d'una sèrie de curses de gel va partir del corredor professional Max Mamers (campió francès de Rallycross el 1982 i el 1983 amb Talbot Matra Murena) i el titular de la companyia Andros (productors de melmelada i compota), Frédéric Gervoson, quan es van conèixer el 1985 com a afeccionats al rugbi.